# Шетлендский пони
Шетлендский пони — порода лошадей, относящаяся к группе пони. Порода сформировалась на Шетландских островах (Шотландия).
Шетлендский пони является одной из самых многочисленных пород лошадей и самой многочисленной породой пони.

## История породы
Точное происхождение породы не известно. Предполагается, что шетлендские пони произошли от мелких домашних лошадей, завезённых на Шетлендские острова с материковой Европы около 2500 лет назад.
Неблагоприятные климатические условия региона и изолированность популяции привели к измельчанию поголовья и повышенной выносливости этих лошадей.
Первая официальная племенная книга породы была создана в 1890 году на острове Мейнленд, входящем в состав Шетлендских островов.

## Описание
Шетлендский пони — это небольшая, крепко сложенная коренастая лошадь, общим силуэтом напоминающая тяжеловоза. Отличаются густым шерстным покровом, имеют длинный хвост и гриву, рост в холке — от 65 до 110 см. Средний вес лошади составляет 150—180 кг.
Внутри породы выражены две основных фенотипических линии: одна из них лёгкая, обладает тонкой костью, высоко посаженным хвостом и изящной головой, вторая линия более тяжёлая, коренастая, внешне напоминающая тяжеловозов.
У шетлендских пони выраженно заметна сезонная линька, зимняя и летняя шерсть этих лошадей очень отличаются.
Голова небольшая, с широким лбом и прямым носом. Ноздри широкие, высоко посаженные.
Уши маленькие, широко поставленные. Глаза крупные, обычно тёмные. Особенностью шетлендских пони является то, что у них иногда встречаются голубые глаза, что является допустимым согласно стандарту породы.
Шея прямая, крепкая, с выраженной холкой.
Спина короткая, заканчивающаяся мощным крупом.
Ноги короткие, мускулистые, с выраженными суставами и высоким копытом.
Окрасы допустимы любые, наиболее распространёнными являются вороной, серый, гнедой и пегий.
Средняя продолжительность жизни шетлендских пони составляет около тридцати лет.
Полного размера эти лошади достигают в возрасте шести — семи лет, до этого считаясь жеребятами.

## Применение
Шетлендский пони используется главным образом для перевозки грузов, так как эти лошади способны успешно перевозить на большие расстояния грузы, значительно превышающие их вес. По соотношению собственного веса лошади этой породы и перевозимого ими груза их можно считать одной из самых сильных пород лошадей.
Также шетлендский пони активно используется для катания детей и детского конного спорта и оздоровительных курсов верховой езды.
В силу своей распространённости лошади этой породы также используются для цирковых выступлений, содержатся для демонстрации во множестве зоопарков. 
Кроме того, шетлендский пони используется в качестве лошадей-поводырей для слепых.
При верховой езде лошади этой породы могут перевозить на себе вес до шестидесяти килограммов, при использовании в упряжке способны тянуть вес до трёхсот — трёхсот пятидесяти килограммов.

## Характер
Шетлендские пони высоко ориентированы на человека, очень преданны, что позволяет использовать их в качестве проводников для слепых. Являются хорошими компаньонами, содержатся в качестве домашних любимцев.
Легко обучаются, имеют довольно высокий интеллект. Активны, заинтересованны, любят движение.
Обладают спокойной, уравновешенной психикой, что позволяет активно использовать их для начального обучения детей верховой езде. Стабильная психика позволяет использовать их в работе рядом с источниками громкого звука и другими раздражающими факторами.

## Здоровье
Шетлендский пони, несмотря на общую высокую выносливость этих лошадей, имеет ряд особенностей здоровья, одной из которых является высокая склонность к ожирению (из-за их повышенного аппетита). Излишний набор веса может стать причиной проблем со спиной и суставами, поэтому важно следить, чтобы лошадь не переедала.
В целом порода довольно вынослива и неприхотлива и легко переносит низкие температуры.

## Особенности содержания и ухода
Несмотря на длинную шерсть, шетлендские пони нетребовательны к уходу за шерстным покровом, их шерсть не требует частого вычёсывания, что делает их очень удобными в содержании.
Лошади этой породы достаточно требовательны к сбруе, она требует хорошей подгонки во избежание натёртостей в местах соприкосновения с телом. Внутри породы есть несколько различных типов, которые могут заметно отличаться по габаритам, поэтому подгонка амуниции необходима для каждой отдельной лошади. Об общих породных габаритах говорить сложно.
В связи с поздним формированием лошадей этой породы их заездка возможна только начиная с четвёртого года жизни.

## Известные представителипороды
Жеребец породы шетлендский пони по имени Сокс стал телезвездой и звездой YouTube после выхода рекламного ролика, в котором он снимался. Ролик был выпущен британским сотовым оператором Three. Спустя несколько месяцев после выхода этого ролика компания BBC 1 сняла документальный фильм о снимавшемся в нём жеребце.